# 香港仔運動場

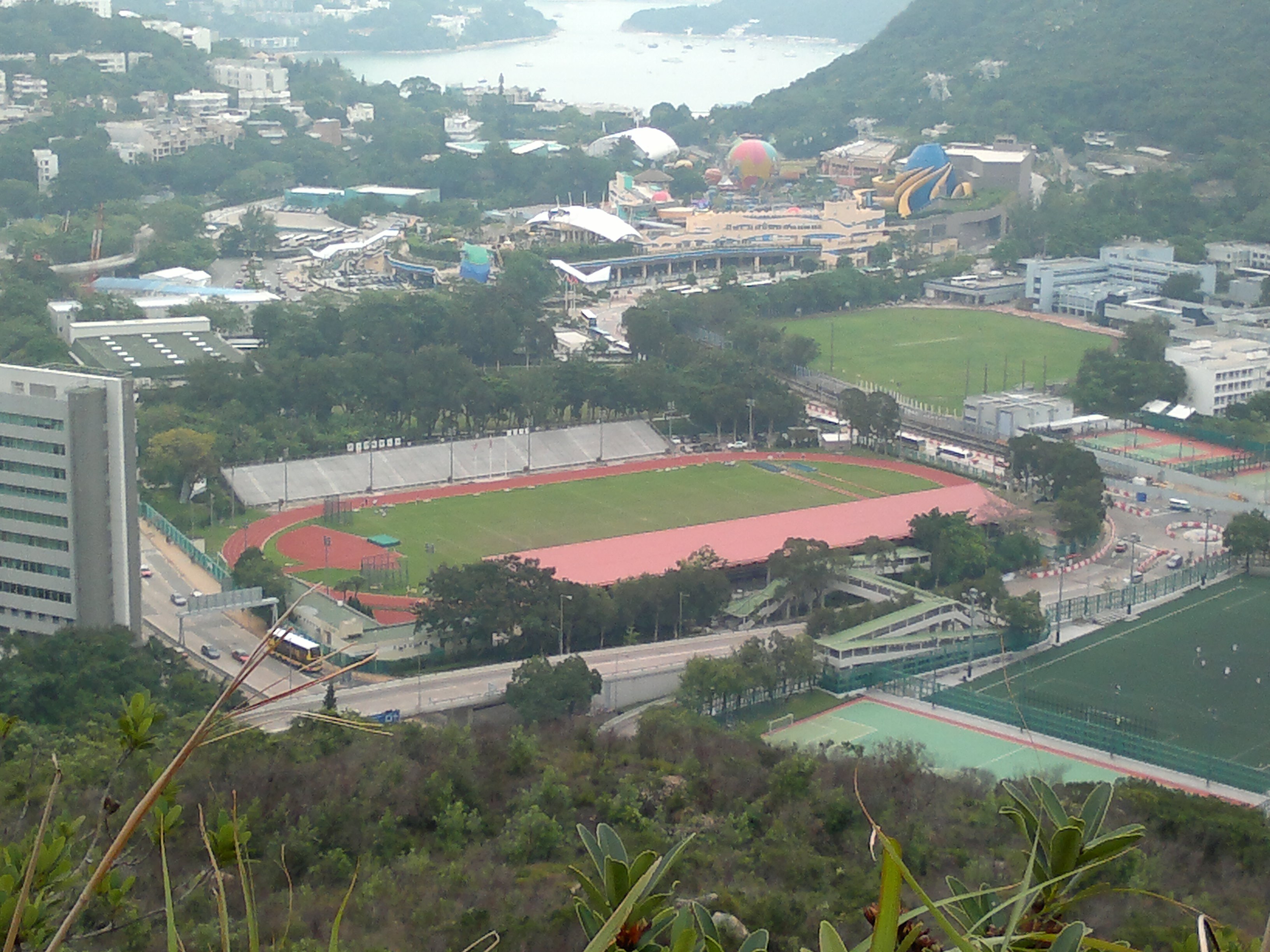
スタジアムの遠景

香港仔運動場（ホンコンしうんどうじょう、中国語: 香港仔運動場、英語: Aberdeen Sports Ground）は、香港の南区にある多目的スタジアムである。

## 概要
1971年に設立された。収容人数は9,000人。黄竹坑体育館及黄竹坑遊楽場が隣接している。主にサッカー、ラグビー、陸上競技の試合に用いられる。現在、香港ファーストディビジョンリーグに所属する南区足球会がホームスタジアムとして使用しているが、夜間照明の輝度が基準に達せず、2012年以降はデーゲームのみの開催となっている。
2018年9月、台風22号によって運動場メインスタンドの屋根が飛ばされる等、大きく損傷し緊急の撤去作業が必要となった。あわせてバックスタンドに臨時の屋根を設置するなどして仮復旧した。また老朽化が進行しているので、運動場自体の建て替えの検討もされている。

## 交通アクセス
鉄道
南港島線海洋公園駅より徒歩15分。
バス
香港仔運動場・黄竹坑道バス停より徒歩約すぐ。